# Великото пътешествие
„Великото пътешествие“ (на руски: Большое путешествие) е руска компютърна анимация от 2019 г. на режисьорите Василий Ровенский и Наталия Нилова, а сценарият е на Василий Роневский и Били Фролик. Озвучаващия състав се състои от Дмитрий Назаров, Максим Галкин, Филип Киркоров, Алексей Воробьёв, Татяна Навка и Диомид Виноградов. Премиерата на филма се състои в Русия на 27 април 2019 г.
В България филмът е пуснат по кината на 17 май 2019 г. от „Би Ти Ви Студиос“. Дублажът е нахсинхронен в Андарта Студио. Ролите се озвучават от Денислав Борисов, Константин Каракостов, Петър Върбанов, Росен Русев, Цветослава Симеонова, Мария Силвестър, Емил Емилов, Светломир Радев, Кирил Бояджиев, Веселин Калановски, Антон Хекимян, Росен Белов и др.
На 24 март 2022 г. се излъчва по bTV Comedy с войсоувър дублаж, записан в студио „Медиа Линк“. Екипът се състои от:
| Озвучаващи артисти  | Цветослава Симеонова Петър Върбанов Емил Емилов Светломир Радев Росен Русев |
| Преводач            | Пламен Узунов                                                               |
| Тонрежисьор         | Емил Енев                                                                   |
| Режисьор на дублажа | Василка Сугарева                                                            |